# Skanderborg Håndbold
Skanderborg Håndbold, tidigare Vrold-Skanderborg HK, är en dansk damhandbollsklubb från Skanderborg, bildad 1982.
Tidigare hade klubben även ett herrlag, men det slogs år 2021 ihop med Århus Håndbold, efter att Århus gått i konkurs. Herrlaget går nu under namnet Skanderborg Aarhus Håndbold.